# Cucina aragonese
La cucina aragonese è la cucina della comunità autonoma di Aragona in Spagna. È influenzata dal nord montano e dall'est mediterraneo.
Teodoro Bardají è stato considerato come il principale teorico e ricercatore sulla cucina aragonese durante buona parte del XX secolo.

## Piatti

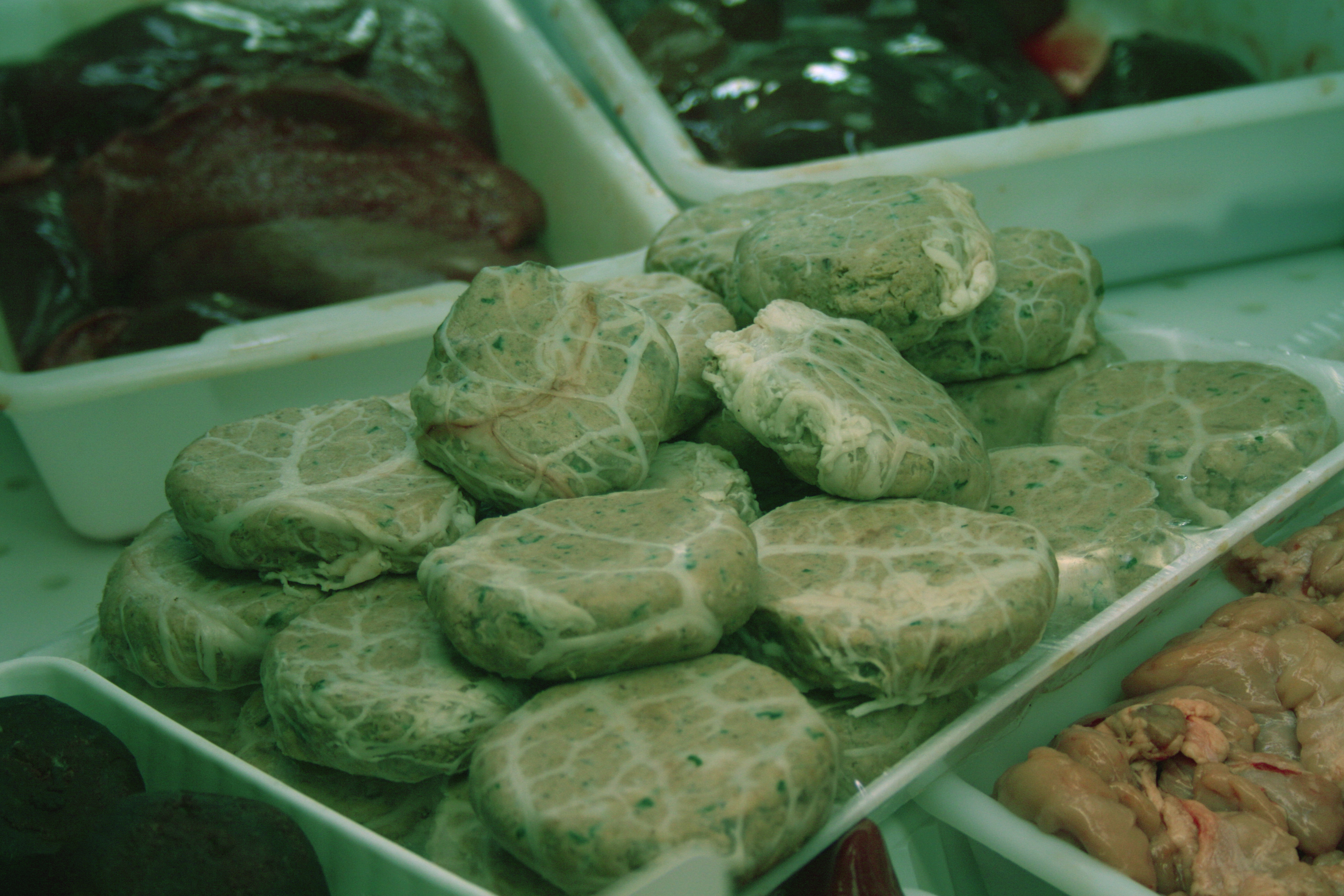
Fardeles.

- Anguilas en salsa (anguilla in salsa), al vino bianco o con fagioli
- Arbiello
- Bacalao ajoarriero (baccalà)
- Besugo asado con longaniza de Graus
- Bispo
- Borraja
- Cerdo en salmorejo
- Chireta
- Codornices al jamón o con verduras
- Conejo con caracoles
- Congrio con garbanzos
- Congrio con huevos a la bilbilitana (grongo con uova)
- Cordero a la pastora (agnello del pastore)
- Crema de borrajas (crema di borragine)
- Ensalada benasquesa
- Ensalada ilustrada
- Fardeles
- Frittata aragonese
- Huevos al salmorrejo
- Huevos tontos (uova stupide)
- Lomo a la baturra
- Magras con tomate
- Merluza rellena de jamón de Teruel y pimientos (merluzzo ripiendo di prosciutto di Teruel e peperoni)
- Migas con prosciutto e uva
- Pollo al chilindrón
- Queso de cabra frito formaggio di capra fritto con marmellata di pomodoro verde, di Bronchales
- Recao de Binéfar
- Salpicón de vaca
- Sopas canas
- Sopetas de Panticosa
- Ternasco de Aragón
- Truchas a la aragonesa o a la turolense
- Verdura al ajorriero

## Pasticceria
- Almojábana
- Coc en mel
- Crespillos de borraja, una specie di Frittella
- Frutas de Aragón
- Mostillo de Cariñena
- Pastillos de calabaza
- Tarta de yogur con chordón del Moncayo
- Tortas de alma
- Trenza de Almudévar
- Torrone di guirlache

## Vini
I vini di aragona con  Denominaciones de Origen (denominazione di origine):
- D.O. Somontano.
- D.O. Cariñena.
- D.O. Campo de Borja.
- D.O. Calatayud.

Vini di Aragona con denominazione:  Vinos de la Tierra:
- Vino de la Tierra de Bajo Aragón
- Vino de la Tierra Ribera del Gállego-Cinco Villas
- Vino de la Tierra Ribera del Jiloca
- Vino de la Tierra de Ribera del Queiles
- Vino de la Tierra de Valdejalón
- Vino de la Tierra Valle del Cinca

Vengono prodotti anche spumanti come la cava, moscato, ratafía e pacharán.

## Altri prodotti D.O.
Altri prodotti con  Denominaciones de Origen (denominazione di origine):
- D.O. Olio di Bajo Aragón
- D.O. Olio di Sierra del Moncayo
- D.O. Cipolla di Fuentes de Ebro
- D.O. Prosciutto di Teruel
- D.O. Pesca di Calanda
- D.O. Ternasco de Aragón (Maialino di Aragona)